# Intercursus Magnus

L'Intercursus Magnus est un traité commercial signé en février 1496 par Henry VII d'Angleterre et le duc de Bourgogne Philippe le Beau. Parmi les autres signataires figurent Venise, Florence, les Pays-Bas des Habsbourg et la Ligue Hanséatique.

## Contexte
La guerre des Deux-Roses, une suite de guerres civiles entre les deux branches cadettes de la maison de Plantagenet, a connu plusieurs épisodes, principalement entre 1455 et 1485. En 1485, Henri Tudor l'emporte sur le roi Richard III à la Bataille de Bosworth et épouse Elizabeth d'York, fille d'Edouard IV et sœur des princes de la Tour, afin d'unifier les maisons de Lancastre et d'York. En 1490 apparaît Perkin Warbeck qui affirme être Richard, le plus jeune des princes de la Tour et par conséquent prétendant à la couronne d'Angleterre. En 1493, Warbeck gagne la reconnaissance et le soutien de Marguerite d'York, duchesse douairière de Bourgogne qui l'autorise à rester à sa cour, et lui fournit 2 000 mercenaires.
Après la peste noire à la fin du XIVe siècle, l'Angleterre a commencé à dominer le marché européen du textile, avec des échanges culminant en 1447 lorsque les exportations atteignent les 60 000 toiles. Les Pays-Bas sont l'un des principaux marchés d'exportation de l'Angleterre, notamment Anvers. Le commerce des draps est tout aussi essentiel pour la Bourgogne que pour l'économie anglaise. Imposer un embargo commercial aux Flamands pour faire face à l'ingérence de Marguerite d'York — embargo auquel Philippe IV de Bourgogne procède aussi de son côté contre les intérêts anglais — est pour Henri VII une mesure à la fois économique et politique. Henri force ainsi la compagnie des marchands aventuriers, détentrice du monopole de la laine dans les Flandres, à déménager d'Anvers pour le Calaisis, et expulse les marchands flamands d'Angleterre.
L'influence de Marguerite d'York diminue quand se profile la menace d'une suppression de son douaire dans le comté d'Artois et le comté de Bourgogne ; il apparaît alors que l'embargo met à mal aussi bien les intérêts anglais que flamands : l'Intercursus Magnus est donc signé entre Anglais et Bourguignons à la condition expresse que Marguerite reconnaisse la légitimité des Tudor, ce à quoi elle consent. Le traité accorde des privilèges réciproques aux Anglais et aux Flamands et établit des taxes fixes fixes pour les deux parties. Les exportations de laine s'en trouvent favorisées ce qui profite tant au Trésor anglais qu'à l'industrie des Flandres et du Brabant.
Le prétendant au trône Perkin Warbeck est finalement capturé à l'abbaye de Beaulieu dans le Hampshire et pendu à Tyburn le 23 novembre 1499.

## Intercursus Malus
Des conflits récurrents avec les marchands ainsi que le désir de se prémunir du prétendant Edmond de la Pole, duc de Suffolk réfugié en Bourgogne, conduisent Henri à poursuivre les négociations. Un naufrage en 1506 fait échouer Philippe IV en Angleterre, alors qu'il est en route pour réclamer la couronne de Castille, héritage de sa femme Jeanne la Folle. Cela permet à Henri de négocier l'Intercursus Malus (le « mauvais traité » ainsi appelé outre-Manche car considéré être trop favorable aux intérêts anglais), destiné à remplacer l'Intercursus Magnus. Ses dispositions impliquent la suppression de toutes les taxes sur le textile anglais sans réciprocité et de faibles compensations pour les Bourguignons. Henri, alors âgé de 49 ans et veuf depuis trois ans, arrange également son mariage à la sœur de Philippe, la duchesse de Savoie Marguerite, âgée de 26 ans et déjà deux fois veuve.
L'opposition de Marguerite — à la fois au mariage et au traité, fait qu'à la mort de Philippe en septembre 1506 et après que Marguerite soit devenue régente des Pays-Bas, le traité n'est pas ratifié et doit être remplacé par un troisième traité en 1507. Marguerite ne se remarie pas et laisse à sa mort ses terres et ses titres à son neveu Charles Quint, couronné Empereur du Saint empire Romain en février de la même année.